# Armoriale dei comuni della Corsica del Sud
Questa pagina contiene le armi (stemma e blasonatura) dei comuni della Corsica del Sud.
| Stemma | Nome del comune e blasonatura |
| ------ | --- |
|        | Ajaccio D'azur à une colonne sommée d'une couronne d'argent accompagnée de deux lions rampants et affrontés d'or sur une terrasse de sinople. (d'azzurro, alla colonna cimata da una corona d'argento accompagnata da due leoni affrontati d'oro su una terrazza di verde) |
|        | Bonifacio D'azur à la forteresse d'argent, maçonnée de sable, sommée d'une croisette patriarcale de gueules et aux quatre flammes du même, la porte de la forteresse surmontée du mot LIBERTAS en lettres capitales aussi de sable. (d'azzurro, alla fortezza d'argento, murata di nero, cimata da una crocetta patriarcale di rosso a quattro fiamme dello stesso, con la porta della fortezza sormontata dalla parola LIBERTAS in lettere maiuscole pure di nero) |
| Bastia | Porto Vecchio De gueules à la tour d'argent posée sur un mont de sinople et surmontée d'une balance d'or (di rosso, alla torre d'argento posta su un monte di verde e sormontata da una bilancia d'oro) |
|        | Propriano Parti : au premier d'argent à la tour soudée d'or, au second d'azur au poisson d'argent renversé en pal ; à la vergette de gueules brochant sur la partition. (partito: nel 1° d'argento, alla torre saldata d'oro; nel 2° d'azzurro, al pesce d'argento rovesciato in palo; alla verghetta di rosso attraversante sulla partizione) |
|        | Sartene D'azur à la tour d'argent posée sur un mont de sable, soutenue par deux mouflons affrontés d'or et surmontée d'une tête de maure au naturel, tortillée d'argent, accostée de deux mains de sable, l'index levé. (d'azzurro, alla torre d'argento posta su un monte di nero, sostenuta da due mufloni affrontati d'oro e sormontata da una testa di moro al naturale, attortigliata d'argento, accostata da due mani di nero, con l'indice levato)           |
|        | Vico D'or au tourteau d'azur chargé d'une épée haute du champs sommée d'une balance du même, au chef soudé d'argent chargé d'une tête de maure au naturel accostée de deux monts du même. (d'oro, alla torta d'azzurro caricata da una spada alta del campo cimata da una bilancia dello stesso, al capo saldato d'argento caricato da una testa di moro al naturale accostata da due monti dello stesso)                                                           |